# Калмырзаев, Абдеш Сарсенович
Абдеш Сарсенович Калмырзаев (каз. Әбдеш Сәрсенұлы Қалмырзаев; 20 мая 1939, Саудакент, Сарысуский район, Жамбылская область, КазССР, СССР — 21 октября 2012, Алма-Ата, Казахстан) — советский и казахский учёный, общественный деятель, публицист, доктор философских наук (1990), профессор (1991). Заслуженный деятель Казахстана (2011).

## Биография
Родился 20 мая 1939 года в Саудакенте Сарысуского района Жамбылской области.
В 1961 году окончил факультет журналистики Казахского государственного университета, в 1981 году Академию общественных наук при ЦК КПСС.
С 1961 по 1969 год — литературный работник, заведующий отделом газеты «Казахстанская правда».
С 1969 по 1985 год — инструктор, заведующий сектором, первый заместитель заведующего отделом пропаганды и пропаганды ЦК Компартии Казахстана.
С 1985 по 1990 год — секретарь Кокшетауского обкома партии.
С 1990 по 1994 год — ректор Алматинской высшей партийной школы, Алматинского института политологии и управления, директором отделения политологии и социологии КИМЭП.
С 1994 по 2006 год — главный редактор общественно-политического журнала «Мысль».

## Творчество
Автор книг «Эстетическое в творчестве Абая», «Нация и общественное согласие», «Нация и человек», «Свобода - не только сладкое слово», «Мы, казахи, веками мечтавшие о свободе», «Казахстанский патриотизм», «Вечный зов. Размышления политолога». Перевел на казахский язык повести В.Распутина и др.

## Награды и звания
- 1976 — Орден «Знак Почёта»
- 1984 — Медаль «За освоение целинных земель»
- 1998 (22 октября) — Орден Достык ІІ степени[3]
- 2001 (3 декабря) — Медаль «10 лет независимости Республики Казахстан»
- 2005 (7 декабря) — Орден Курмет[4]
- 2011 (9 декабря) — присвоено почетное звание «Қазақстанның еңбек сіңірген қайраткері» (Заслуженный деятель Казахстана)[5]
- 2011 — присвоено почетное звание «Почётный гражданин Сарысуского района» (Жамбылская область)[6]